# Cláudio Hummes
Cláudio Hummes, tên đầy đủ là Cláudio Aury Affonso Hummes, O.F.M. (8 tháng 8 năm 1934 – 4 tháng 7 năm 2022) là một Hồng y người Brazil của Giáo hội Công giáo Rôma. Ông hiện đảm nhận vai trò Hồng y Đẳng Linh mục Nhà thờ S. Antonio da Padova in Via Merulana. Ông từng đảm nhận vai trò Tổng trưởng Thánh bộ Tu sĩ và Chủ tịch Hội đồng Giáo lý Quốc tế, từ năm 2006 đến khi về hưu năm 2010.
Xuất phát điểm là lãnh đạo giáo hội địa phương trước khi về Giáo triều Rôma, ông từng đảm trách nhiều vai trò tại quê hương như: Giám mục Phó Giáo phận Santo André (1975), Giám mục chính tòa Santo André (1975–1996), Tổng giám mục đô thành Tổng giáo phận Fortaleza (1996–1998), Tổng giám mục đô thành Tổng giáo phận São Paulo (1998–2006). Ông được vinh thăng Hồng y ngày 21 tháng 2 năm 2001, bởi Giáo hoàng Gioan Phaolô II.

## Tiểu sử
Hồng y Cláudio Aury Affonso Hummes sinh ngày 8 tháng 8 năm 1934, tại Montenegro, Brazil. Sau quá trình tu học dài hạn tại các cơ sở chủng viện theo quy định của Giáo luật, ngày 3 tháng 8 năm 1958, Phó tế Hummes, 24 tuổi, tiến đến việc được truyền chức linh mục. Cử hành nghi thức truyền chức cho tân linh mục là Tổng giám mục João Resende (Rezende) Costa, S.D.B, Tổng giám mục Phó Tổng giáo phận Belo Horizonte, Minas Gerais. Linh mục Hummes là thành viên linh mục đoàn Dòng Phanxicô (Order of Friars Minor, viết tắt là O.F.M.).
Sau hơn 16 năm thi hành các công việc mục vụ với thẩm quyền và cương vị của một linh mục, ngày 22 tháng 3 năm 1975, Tòa Thánh loan tin Giáo hoàng đã quyết định tuyển chọn linh mục Cláudio Aury Affonso Humme, 41 tuổi, gia nhập Giám mục đoàn Công giáo Hoàn vũ, với vị trí được bổ nhiệm vào vị trí Giám mục Phó Giáo phận Santo André, Sao Paulo, danh nghĩa Giám mục Hiệu tòa Carcabia. Lễ tấn phong cho vị giám mục tân cử được tổ chức sau đó vào ngày 25 tháng 5 cùng năm, với phần nghi thức chính yếu được cử hành cách trọng thể bởi 3 giáo sĩ cấp cao, gồm chủ phong là Tổng giám mục Aloísio Leo Arlindo Lorscheider, O.F.M., Tổng giám mục đô thành Tổng giáo phận Fortaleza, Ceara; hai vị giáo sĩ còn lại, với vai trò phụ phong, gồm có giám mục Mauro Morelli, Giám mục Phụ tá Tổng giáo phận São Paulo và giám mục Urbano José Allgayer, giám mục phụ tá Tổng giáo phận Porto Alegre, Rio Grande do Sul. Tân giám mục chọn cho mình khẩu hiệu: VÓS SOIS TODOS IRMÃOS. Chỉ sau hơn 6 tháng sau khi được truyền chức giám mục, ông nhanh chóng kế vị trở thành Giám mục chính tòa Giáo phận Santo André, chính thức từ ngày 29 tháng 12 năm 1975.
Sau hơn 20 năm cai quản Giáo phận Santo André, Tòa Thánh công bố tin thăng Giám mục Cláudio Hummes lên hàng Tổng giám mục, qua việc bổ nhiệm ông làm Tổng giám mục đô thành Tổng giáo phận Fortaleza, Ceara. Thông tin bổ nhiệm được công bố vào ngày 29 tháng 5 năm 1996. Chỉ sau gần hai năm, Tòa Thánh lại quyết định điều chuyển Tổng giám mục Hummes, cụ thể điều chuyển Giám mục này đảm trách vai trò Tổng giám mục đô thành Tổng giáo phận São Paulo. Thông tin bổ nhiệm được công bố vào ngày 15 tháng 4 năm 1998.
Qua công nghị Hồng y năm 2001 được tổ chức ngày 21 tháng 2, Giáo hoàng Gioan Phaolô II vinh thăng Tổng giám mục Cláudio Hummes tước vị danh dự, Hồng y. Tân Hồng y thuộc Đẳng Hồng y Linh mục và Nhà thờ Hiệu tòa được chỉ định là Nhà thờ Sant’Antonio da Padova in Via Merulana. Tân Hồng y đã cử hành các nghi thức nhận nhà thờ hiệu tòa của mình sau đó vào ngày 20 tháng 5 năm 2001.
Ngày 31 tháng 10 năm 2006, Tòa Thánh chọn Hồng y Cláudio Hummes làm Tổng trưởng Thánh bộ Giáo sĩ, đi kèm với chức danh Chủ tịch Hội đồng Giáo lý Quốc tế. Ông giữ chức danh này cho đến khi hồi hưu ngày 7 tháng 10 năm 2010, vì lý do tuổi tác, theo Giáo luật.